# Ximenia pubescens
Ximenia pubescens är en tvåhjärtbladig växtart som beskrevs av Standley. Ximenia pubescens ingår i släktet Ximenia och familjen Ximeniaceae. Inga underarter finns listade i Catalogue of Life.